# Blei(II)-chlorid
Blei(II)-chlorid (PbCl2) ist das Blei(II)-salz der Salzsäure. Es kristallisiert in weißen, rhombischen Nadeln oder Prismen aus.

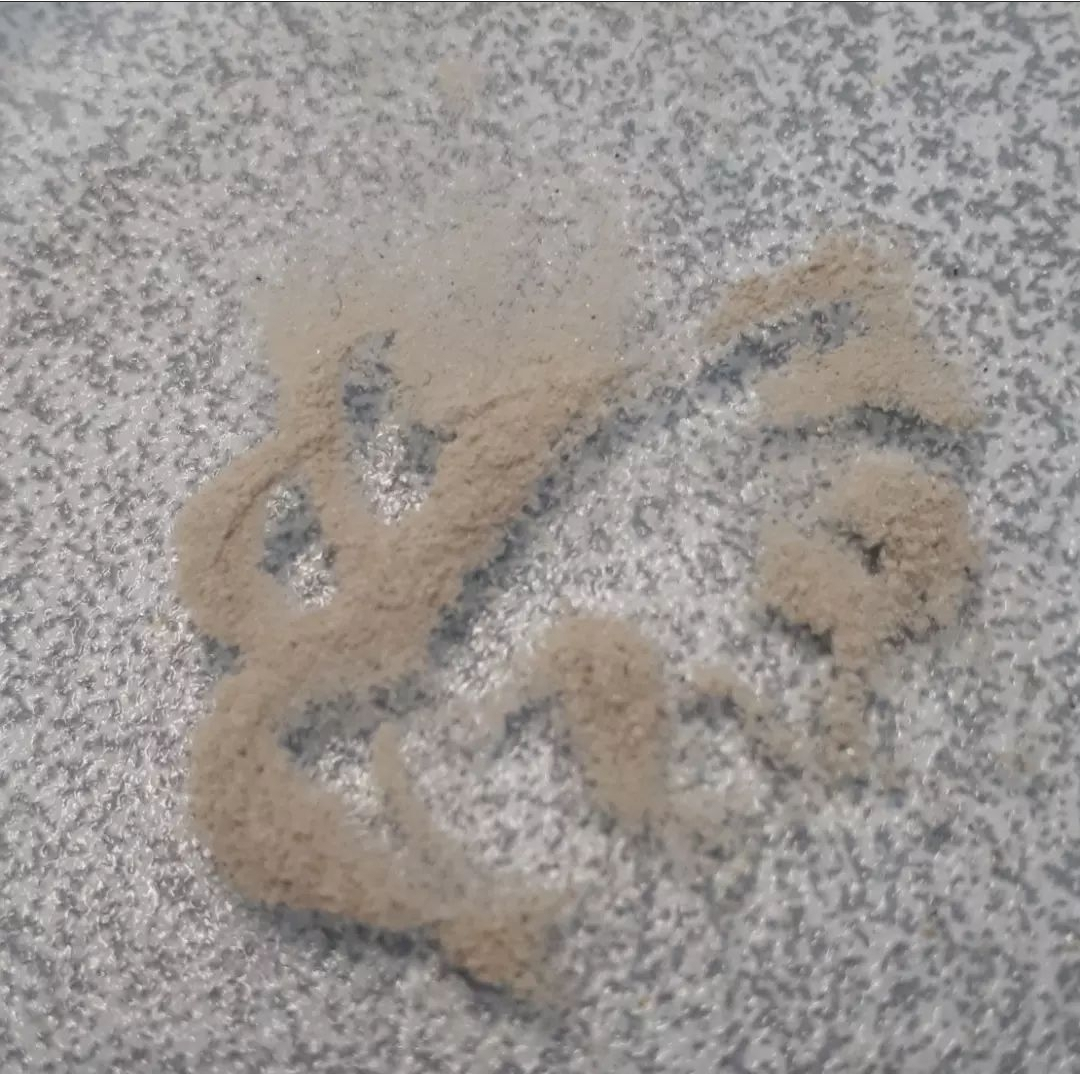
Seinen alternativen Namen (Hornsalz) verdankt er seiner Farbe – dem Horn analog.

## Vorkommen
In der Natur kommt Blei(II)-chlorid als Mineral Cotunnit vor.

## Gewinnung und Darstellung

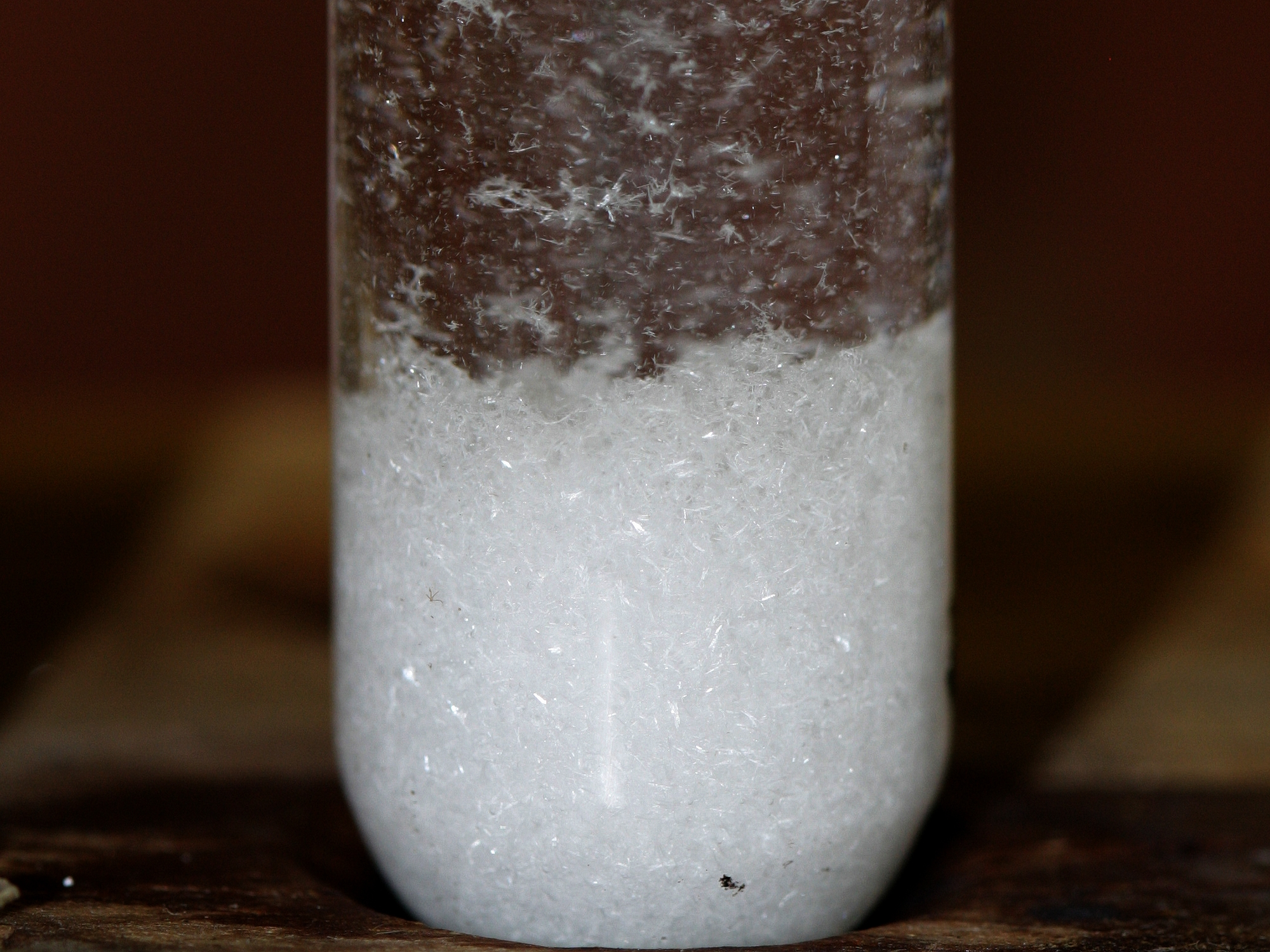
Blei(II)-chlorid-Niederschlag

Blei(II)-chlorid lässt sich durch Reaktion von Blei oder Blei(II)-oxid mit Chlor oder Salzsäure darstellen.
{\displaystyle {\ce {Pb + Cl2 -> PbCl2}}}
Da Blei(II)-chlorid in Wasser schwerlöslich ist, fällt es aus bleihaltigen wässrigen Lösungen aus. Dies wird in der Salzsäuregruppe des Kationentrennungsganges ausgenutzt, um Blei von anderen Ionen abzutrennen.

## Eigenschaften

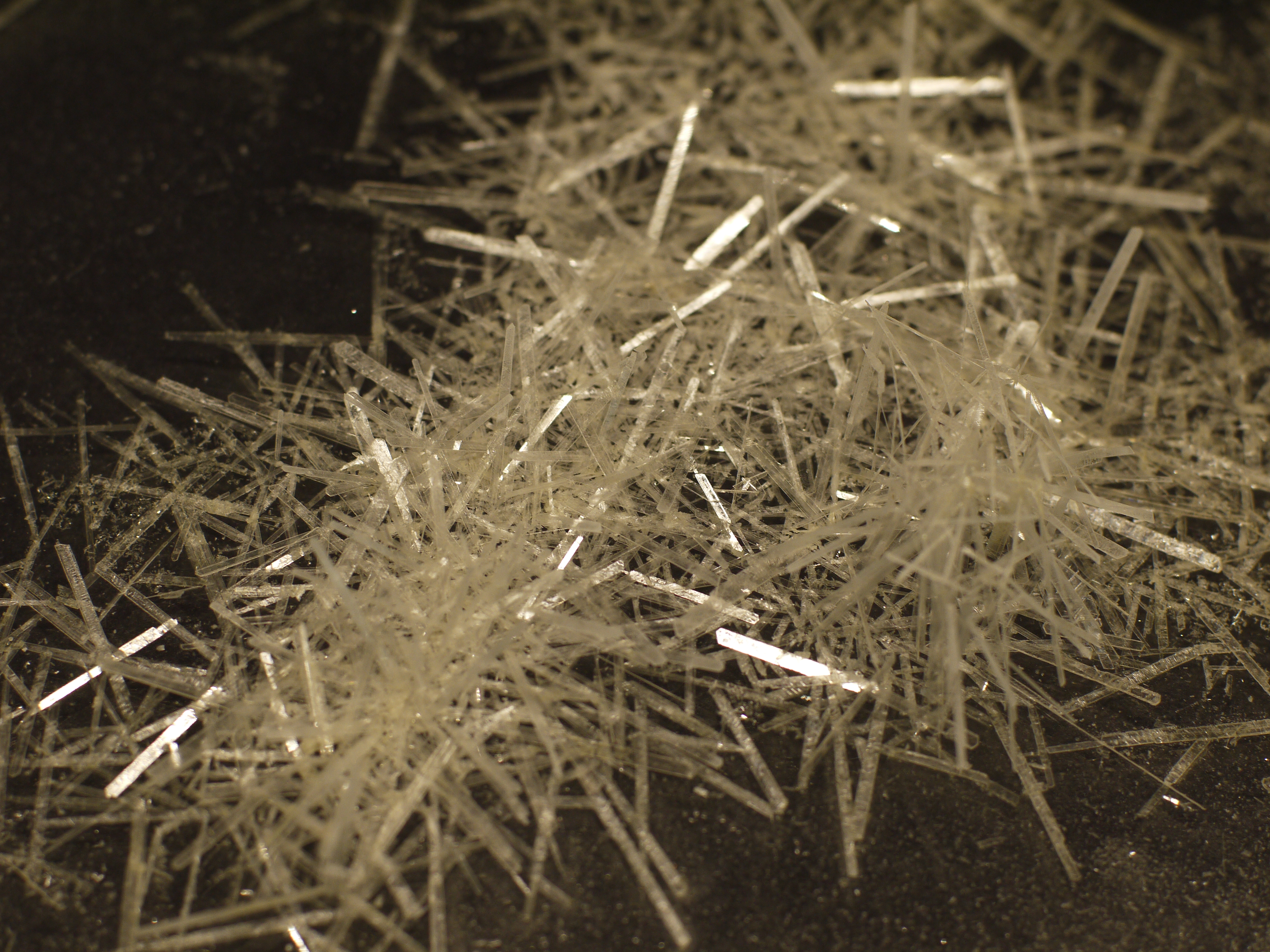
Blei(II)-chlorid-Kristalle

Blei(II)-chlorid kristallisiert wie Blei(II)-fluorid, Blei(II)-bromid oder auch Samarium(II)-chlorid in der Raumgruppe Pnma. Dabei ist jedes Bleiatom von insgesamt neun Chlorid-Anionen in Form eines dreifach überkappten trigonalen Prismas koordiniert. Diese Prismen bilden Stränge entlang der c-Achse. Der Koordinationspolyeder um die Chlorid-Anionen sind sowohl quadratische Pyramiden, als auch Tetraeder aus Blei-Kationen.
Während Blei(II)-chlorid in kalter, verdünnter Salzsäure nur sehr gering löslich ist, löst es sich gut in konzentrierter Salzsäure oder konzentrierten Chloridlösungen (z. B. Natriumchlorid) unter Bildung von Chloroplumbaten. Löslich ist es zudem in Ammoniumchlorid und -nitratlösungen, da sich dabei lösliche Komplexe bilden.

## Verwendung
Blei(II)-chlorid wird zur Herstellung von Bleichromat und als Flussmittel verwendet. Früher wurde es auch zur Herstellung mehrerer Pigmente, Pattinsons Bleiweiß (Bleihydroxidchlorid) und Veroneser Gelb (Bleioxidchlorid) genutzt.
Nachweis von Schwefel: Werden Schwefelverbindungen (mit Natriumhydroxid zusammen) erhitzt und lässt man dies mit PbCl2 reagieren, so entsteht schwarzes, schwer lösliches Blei(II)-sulfid.
{\displaystyle {\ce {H2S + PbCl2 -> 2 HCl(aq) + PbS}}}